# جایزه بزرگ آلمان ۱۹۸۲
جایزه بزرگ آلمان ۱۹۸۲ (انگلیسی: ‎1982 German Grand Prix‎) یک مسابقهٔ موتوری در رشتهٔ اتومبیل‌رانی فرمول یک بود که در تاریخ ۸ اوت ۱۹۸۲ در هوکنهایمرینگ واقع در هوکنهایم، آلمان غربی برگزار شد. این گراند پری در میان ۱۶ گراند پری در فصل ۱۹۸۲، مسابقهٔ شمارهٔ ۱۲ بود.
در این مسابقه که در ۴۵ دور و به مسافت ۳۰۶٫۰۹۰ کیلومتر (۱۹۰٫۱۹۶ مایل) برگزار شد، پول پوزیشن توسط دیدیه پرونی کسب شد و سریع‌ترین زمان برای طی یک دور پیست که برابر با ۱:۵۴٫۰۳۵ بود نیز توسط نلسون پیکه به ثبت رسید.
پاتریک تامبی از تیم فراری، رنه آرنوکس از تیم رنو و ککه روسبرگ از تیم ویلیامز-فورد به‌ترتیب مقام‌های اول تا سوم مسابقه را کسب کردند.

## رده‌بندی قهرمانی پس از مسابقه
| جایگاه | راننده      | امتیاز |
| ------ | ----------- | ------ |
| ۱      | دیدیه پرونی | ۳۹     |
| ۲      | جان واتسون  | ۳۰     |
| ۳      | ککه روسبرگ  | ۲۷     |
| ۴      | آلن پروست   | ۲۵     |
| ۵      | نیکی لائودا | ۲۴     |
| منبع:  |             |        |

| جایگاه | سازنده       | امتیاز |
| ------ | ------------ | ------ |
| ۱      | فراری        | ۶۱     |
| ۲      | مک‌لارن-فورد  | ۵۴     |
| ۳      | رنو          | ۴۴     |
| ۴      | ویلیامز-فورد | ۴۰     |
| ۵      | لوتوس-فورد   | ۲۰     |
| منبع:  |              |        |

یادداشت
- تنها پنج جایگاه نخست از هر رده‌بندی نمایش داده شده است.